# Virus (låt)
Virus är en låt och singel av det brittiska heavy metal-bandet Iron Maiden. Det är en singel från samlingsalbumet Best of the Beast. Det här var den enda nya låten på albumet. Låten är skriven av hela fyra personer från bandet, basisten Steve Harris, gitarristen Janick Gers, gitarristen Dave Murray, och sångaren Blaze Bayley. Bandet fortsätter sin nya tradition att släppa singlar i flera delar, Part I har en kort version av Virus medan Part II har fullängdsversionen. B-sidorna till Part I är samma B-sidor som på Lord of the Flies.
På Part II är de två B-sidorna Sanctuary och Wrathchild från Metal For Muthas albumet. Dessa hade aldrig tidigare getts ut på CD utan bara på LP:n från 1980.
Virus skrevs efter turnén The X Factour efter den elaka och hårda press bandet hade fått utstå. Texten är kraftfull med metaforer som handlar om hela vårt samhälle. Låten börjar lugnt med en akustisk bit och river sedan av ett välkänt Iron Maiden-riff. Dock innehåller låten inga solon.

## Låtlista

### Part I
1. "Virus" (short version)  (Harris, Gers, Murray, Bayley)
2. "My Generation" (Townshend)
3. "Doctor Doctor" (Schenker, Mogg)

### Part II
1. "Virus"  (Harris, Gers, Murray, Bayley)
2. "Sanctuary" (Harris, Di'Anno, Murray)
3. "Wrathchild" (Harris)

## Banduppsättning
- Steve Harris - bas
- Blaze Bayley - sång
- Janick Gers - gitarr
- Nicko McBrain - trummor
- Dave Murray - gitarr